# Hans Friedrich Sachsse
Hans Friedrich Sachsse, auch Sachße, (* 25. Oktober 1890 in Zschopau; † 26. November 1986 in Tharandt) war ein deutscher Forstwissenschaftler und Professor an der Technischen Universität Dresden.

## Werdegang
Hans Friedrich Sachsse war Sohn eines Forstbeamten. In Altenberg im Erzgebirge ging er in die Volksschule und später war er bis zum Abitur 1910 Schüler des humanistischen Gymnasiums in Bautzen, heute Philipp-Melanchthon-Gymnasium. Für staatliche Forstbeamte waren in Sachsen zwei Semester Jurastudium vorgeschrieben, die Sachsse an den Universitäten in Freiburg im Breisgau und Leipzig absolvierte. An der Forstakademie Tharandt studierte Sachsse bis zum Diplom 1914 Forstwissenschaften. Für seine Leistungen beim Studienabschluss wurde er mit einer Medaille ausgezeichnet. Auf Kriegsdienst im Ersten Weltkrieg folgte seine Ausbildung für den Staatsdienst.
Nach dem forstlichen Staatsexamen 1920 an der Forstakademie in Tharandt und seiner Ernennung zum Forstassessor arbeitete Sachsse in der Verwaltung des Staatsforstamts Marienberg. Ab 1922 war er Oberförster in den Wäldern des Fürsten von Pleß im schlesischen Eulengebirge; die mexikanische Staatsforstverwaltung hatte zuvor versucht, ihn als Mitarbeiter zu werben, doch Sachsse zog es vor, in der Heimat zu bleiben. Ab 1923 war Sachsse wieder an der Hochschule in Tharandt; als Assistent arbeitete er an forstbotanischen Themen bei Ernst Münch und danach an standortkundlichen bei Heinrich Vater. Ab 1927 arbeitete Sachsse wieder in einem Forstamt. Er wurde Leiter des staatlichen Forstamtes Unterwiesenthal im Erzgebirge unter Beförderung zum Forstmeister. Einen Ruf auf den Lehrstuhl für Ertragskunde an der Hochschule in Tharandt lehnte er ab. Sachsses nächste berufliche Station war Naunhof, wo er das Forstamt leitete. Hier hatte er einen neuen Staatswald aufzubauen, der wegen der Vernichtung von Waldflächen durch den Braunkohleabbau benötigt wurde. Erneut lehnte er einen Ruf ab, diesmal einen an die Forstliche Hochschule in Bujukdere bei Istanbul.
Aus Tharandt kam 1936 ein erneuter Ruf und Sachsse erhielt den Lehrstuhl für Bodenkunde an der nunmehr als forstwissenschaftliche Fakultät zur Technischen Universität Dresden gehörenden Einrichtung. Ab 1945 hatte er den Lehrstuhl für Bodenkunde und Standortlehre; verbunden war damit die Leitung des gleichnamigen Instituts als Direktor. Von 1945 bis 1948 war Sachsse Dekan (Hochschule) in Tharandt. 1956 wurde Sachsse emeritiert.
Hans Friedrich Sachsse war verheiratet und hatte zwei Kinder; der Forstwissenschaftler und Holzwissenschaftler Hanno Sachsse war sein Sohn.

## Leistungen
Seine Veröffentlichung Forstliche Anbauversuche mit Heinrich Vater wurde viel beachtet, das Gewicht seiner Arbeit lag allerdings eher auf der Lehre als der Forschung. Die von Sachsse 1951 bis 1958 durchgeführte Kartierung des Waldes von Grillenburg war eine der ersten nach dem Zweiten Weltkrieg in Sachsen.
Von Sachsses Leistungen bleibt besonders in Erinnerung, dass es ihm als Dekan nach schwierigen Verhandlungen gelang, nach dem Zweiten Weltkrieg die forstwissenschaftliche Fakultät in Tharandt vor der drohenden Schließung durch die sowjetische Besatzungsbehörde zu bewahren. Sachsse war nicht Mitglied der NSDAP gewesen und konnte deshalb vertrauensvoll mit den Vertretern der sowjetischen Militäradministration, den Forstexperten M. W. Daschkewitsch und A. W. Malinowski, zusammenarbeiten. Im April 1945 waren alle Professoren außer fünfen, unter ihnen Sachsse, aus Tharandt geflohen. Ab Oktober 1946 gab es wieder Lehrveranstaltungen; es gab drei Professoren, den vom Nationalsozialismus unbelasteten Hans Friedrich Sachsse, Heinrich Prell und Heinrich Wienhaus.

## Schriften
- Forstliche Anbauversuche, insbesondere Düngungsversuche. Deutsche Landwirtschafts-Gesellschaft, Berlin 1927 (mit Heinrich Vater)

## Auszeichnungen
- 1962: Lohrmann-Medaille der Technischen Universität Dresden
- 1964: Heinrich-Cotta-Medaille der Forstwissenschaftlichen Fakultät in Tharandt[3]